# Clarines
Pour les articles homonymes, voir Clarine.
Clarines est une localité du Venezuela, chef-lieu de la municipalité de Manuel Ezequiel Bruzual dans l'État d'Anzoátegui. En 2007, sa population est estimée à 15 000 habitants. Autour de la ville s'articule la division territoriale et statistique de Capitale Manuel Ezequiel Bruzual.

## Histoire
À l'arrivée des moines franciscains dans la région en 1650, le site de Clarines abrite des communautés indigènes. La localité est officiellement fondée le 7 avril 1594 par Francisco de Vides, un aventurier espagnol originaire de la province de Huelva. En 1852, la population de Clarines s'élève à 4 289 habitants, dont 72 individus « blancs » et 3 221 identifiés comme indigènes. Clarines commence à changer sensiblement à partir du boom pétrolier des années 1960.

## Personnalités liées à Clarines
- Alfredo Armas Alfonzo (1921-1990) : historien et écrivain, né à Clarines ;
- Jaime Lusinchi (1924-1989) : 57e président du pays de 1984 à 1989, né à Clarines.

## Sources
- (en) Cet article est partiellement ou en totalité issu de l’article de Wikipédia en anglais intitulé « Clarines » (voir la liste des auteurs).